# رانگ ایرن
رانگ ایرن (انگلیسی: Rong Yiren; ۱ مهٔ ۱۹۱۶ – ۲۶ اکتبر ۲۰۰۵) سیاست‌مدار اهل چین بود.